# Levhart perský
Levhart perský (Panthera pardus tulliana, Panthera pardus saxicolor nebo Panthera pardus ciscaucasica), zvaný též levhart zakavkazský nebo levhart anatolský je jedním z největších poddruhů levharta skvrnitého. Žije v severním Íránu, východním Turecku, na Kavkaze, jižním Turkmenistánu a západním Afghánistánu. Ve volné přírodě se nachází jen okolo 1000 jedinců a poddruh je podle norem IUCN veden jako ohrožený.

## Popis a taxonomie
Levhart perský je velký poddruh levharta skvrnitého, což odpovídá Bergmannovu pravidlu. Spolu s některými populacemi levhartů afrických, indických a s cejlonskými levharty patří k nejtěžším. Hmotnost samců se v průměru pohybuje okolo 65–70 kg a výjimečně dosahuje až k 90 kg. Samice jsou podstatně menší, většinou okolo 45 kg těžké. Délka těla je 126 až 171 cm, ocas měří 94 až 106 cm. Výška v ramenou dosahuje 50 až 80 cm. Průměrná délka lebky u samců je 20,6 cm, u samic 18,7 cm. Zbarvení je světlé, krémové až šedožluté, s velkými, pravidelně rozmístěnými rozetami. Srst je dlouhá a hustá, především v zimním období.
Dříve bylo rozlišováno více poddruhů levharta – kromě perského byl uváděn zakavkazský (Panthera pardus ciscaucasica) a anatolský levhart (P. p. tulliana), nyní se tyto subspecie neuznávají jako samostatné, resp. jejich uznání není dosud akceptováno. Taxonomie západoasijských levhartů je nicméně stále předmětem bádání.

## Populace a rozšíření

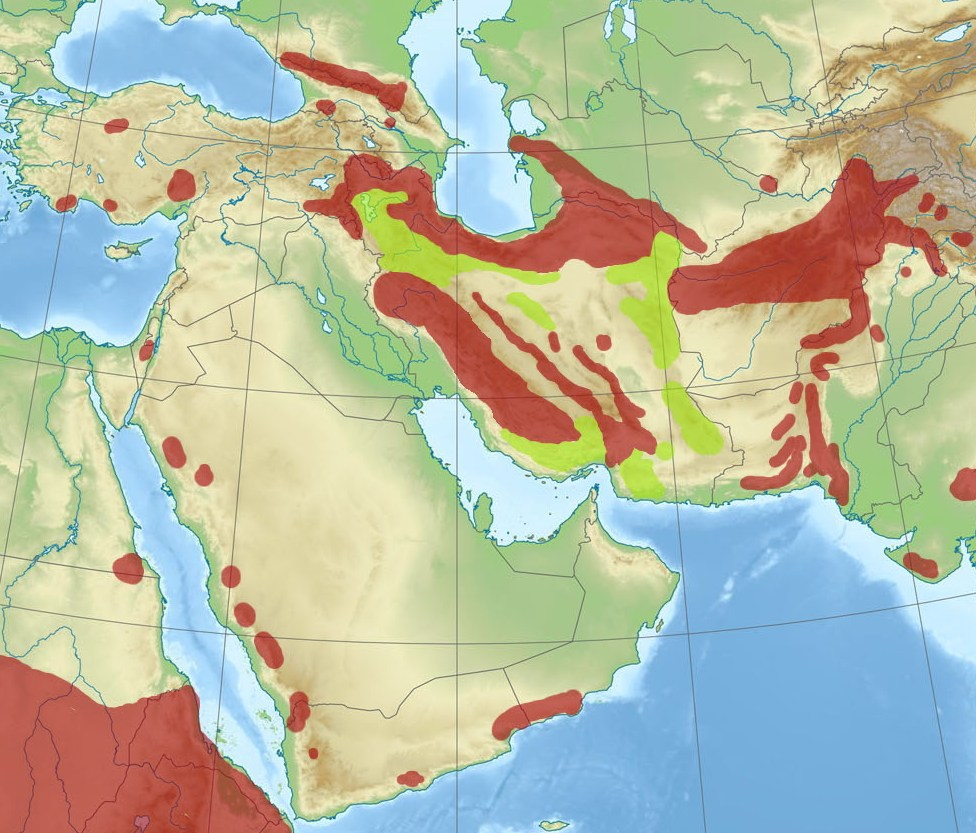
Rozšíření různých poddruhů levharta skvrnitého v oblasti Blízkého východu. Většina z nich patří k poddruhu levhart perský. Zelená barva označuje možný výskyt v Íránu.

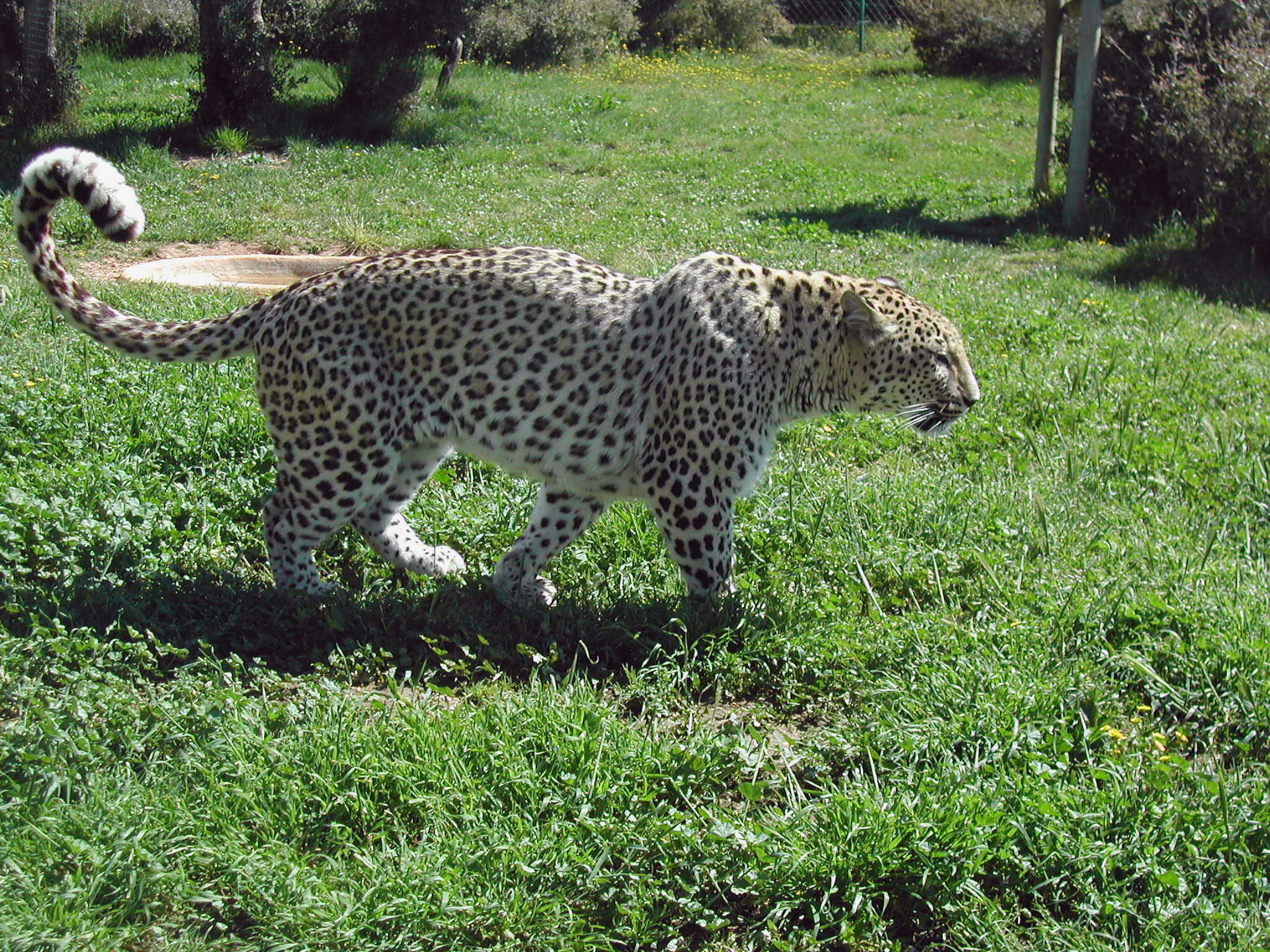
Levhart perský v zajetí.

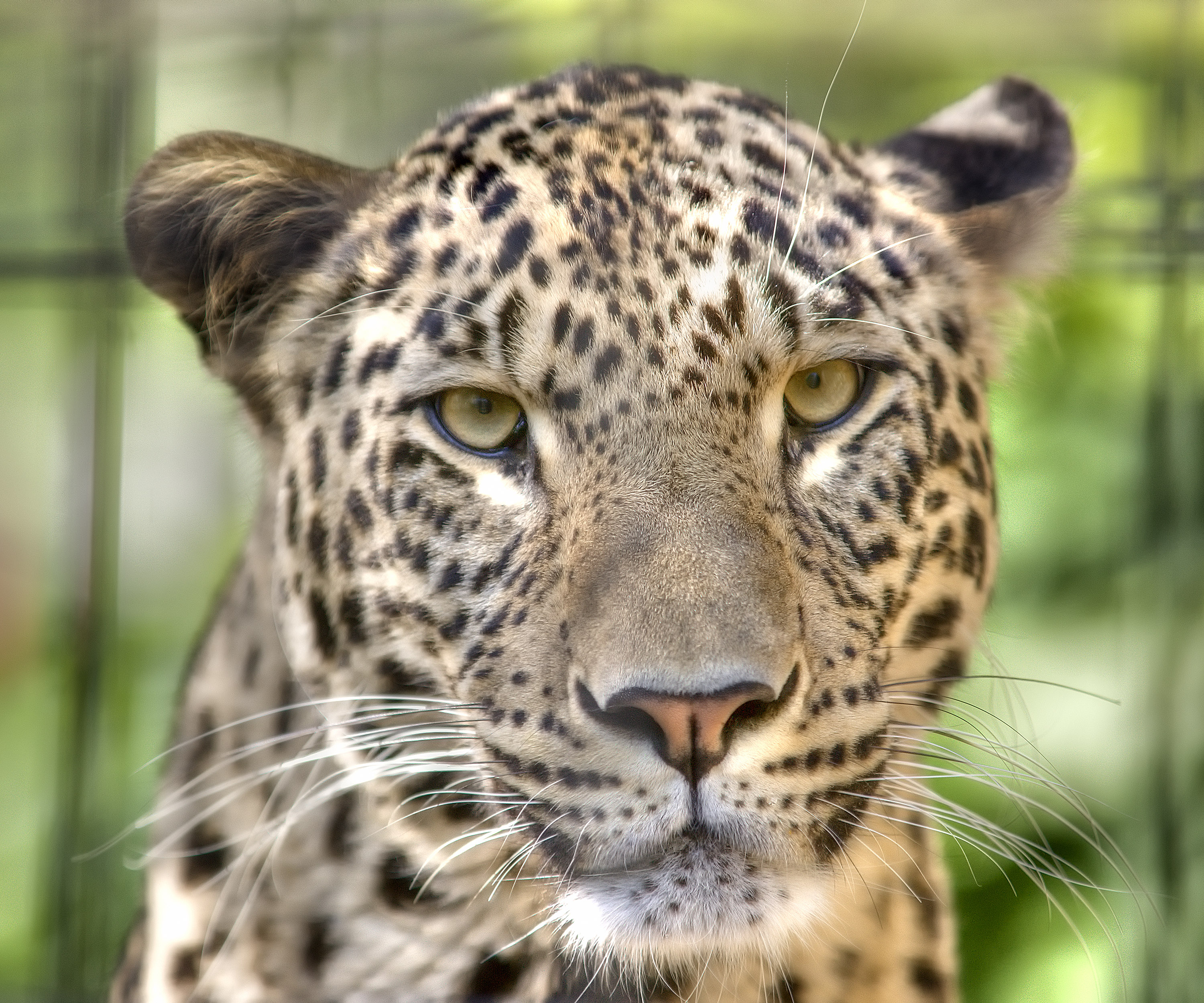
Nádherný detail hlavy.

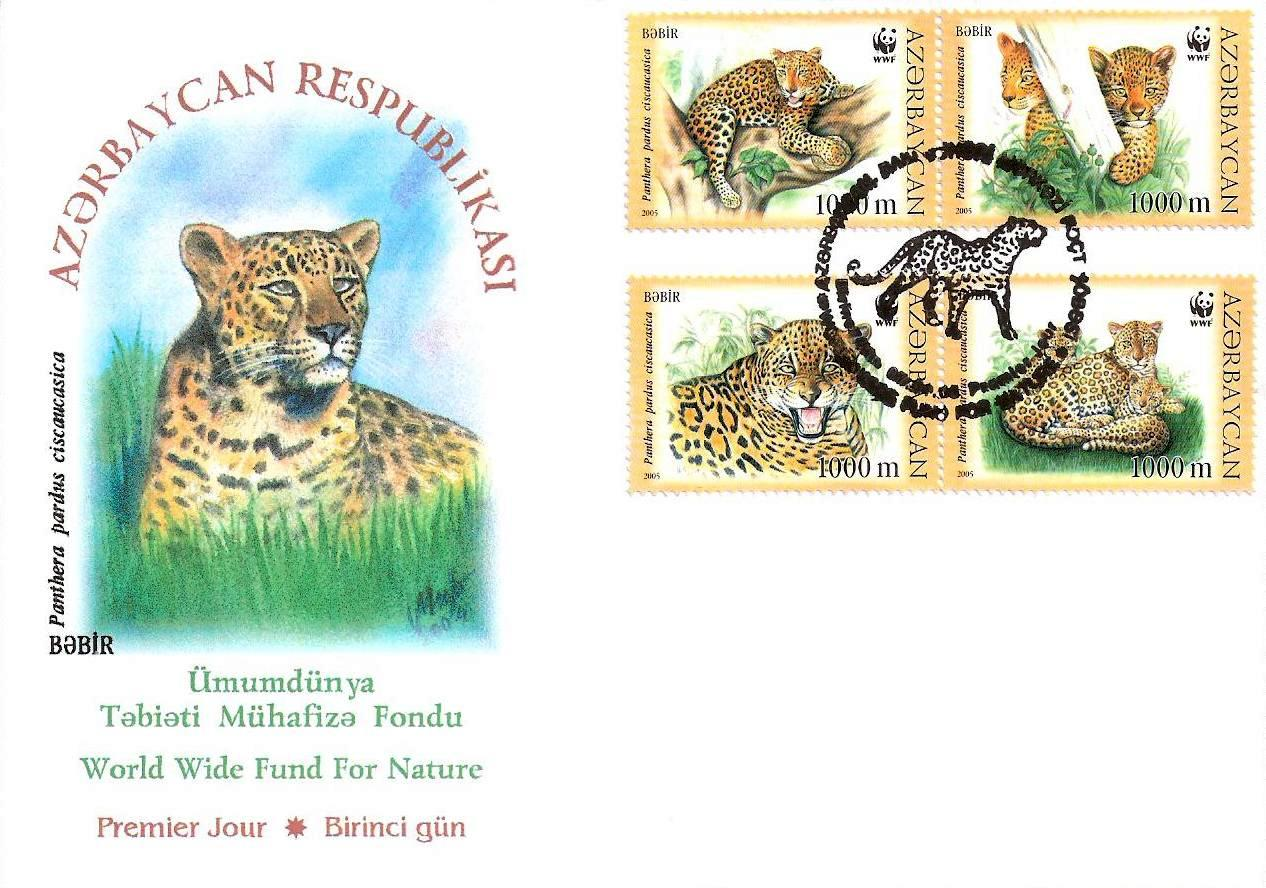
Aršík známek z Ázerbájdžánu s motivem levharta perského.

Počet dospělých jedinců je odhadován na 871–1290 (rok 2008). Odhady populací v jednotlivých státech resp. oblastech výskytu jsou následující: 550–850 v Íránu, 200–300 v Afghánistánu, 78–90 v Turkmenistánu, méně než 10–13 v Arménii, méně než 10–13 v Ázerbájdžánu, 3–4 v Náhorním Karabachu, méně než 5 v Gruzii, méně než 10 v ruské části Kavkazu, méně než 5 v Turecku. Írán je jádrovou oblastí a jakousi pevností výskytu a vyživuje malé kavkazské, turecké a turkmenské populace. Pro rozšíření a početnost populace v Afghánistánu existují velmi nespolehlivé údaje. Výskyt v Iráku není v současnosti potvrzen. Pro předpokládané další populace (např. Pákistán), chybějí data.

## Život
Biotop levharta perského je poměrně pestrý – může žít v lesích mírného a subtropického pásu, horských oblastech, polopouštích či lesostepích.
K jeho oblíbené kořisti patří koza bezoárová, džejran, kamzík, zajíc polní, srnec obecný, kozorožec kavkazský, urial, muflon, prase divoké a dikobraz srstnatonosý. Kromě toho je schopen ulovit jakoukoliv kořist až do velikosti koně. Levhart není v současnosti vystaven konkurenci silnějších predátorů, než je on sám, neboť došlo k jejich vyhubení. Jednalo se o tygra kaspického a lva perského. Určitou konkurenci tak představují jen středně velké nebo menší šelmy: rys ostrovid, vlk obecný, hyena žíhaná, karakal a zcela výjimečně i irbis.
Období páření levharta perského probíhá obvykle od poloviny ledna do poloviny února. Samci a samice spolu zůstávají jen krátce a rychle jeden druhého opouštějí. Doba březosti trvá v průměru 90–106 dní. Samice rodí obvykle dvě mláďata, větší počet je spíše vzácný (zaznamenané maximum je čtyři). Levharti pohlavně dospívají po dvou letech a v přírodě se obvykle nedožívají více než 12 let. V zajetí to může být až 16 let.

## Ohrožení a ochrana
Hlavním nebezpečím pro perské levharty je pytláctví, úbytek přirozené kořisti, ztráta přirozeného prostředí a obecně růst lidské populace a jejích aktivit (mj. i vojenského rázu). Poklesem počtu jedinců došlo k výrazné fragmentaci populace, která je tím podstatně méně životaschopná. Přežití těchto koček mimo rezervace je velmi nejisté. Například ze 71 zaznamenaných úmrtí v Íránu v letech 2007–2011 bylo přes 70 % v důsledku odstřelu nebo otravy. 13 levhartů zahynulo kvůli nehodám na silnicích.
Přežití této šelmy může zajistit jen důsledná ochrana, osvětová práce mezi obyvateli a propojení fragmentovaných areálů biokoridory. Je evidentní, že Írán a jeho populace levharta bude muset hrát klíčovou roli. Chovy v zoologických zahradách trpí častým příbuzenským křížením a nejsou tak vhodné pro oživení či doplnění divoké populace. V Čechách a na Moravě je chován v Zoo Dvůr Králové nad Labem a Zoo Jihlava. Na Slovensku je chován v Zoo Bojnice.